# 香港十元硬幣

香港十元硬幣(1995年)

十元硬幣是一種現行流通的香港貨幣，面額為$10港元，是港幣裡最大面值的硬幣。香港人以「十蚊銀」或「十蚊雞」作為十元的稱呼。

## 歷史
1993年，香港政府發行以紅銅鎳合金為外、黃銅鎳合金為內的金銀雙色10元硬幣，代替並漸漸回收以往一直由滙豐銀行及渣打銀行發行的10元紙幣（但10元紙幣仍為法定貨幣），而滙豐銀行及渣打銀行，亦分別於1993年及1996年起，停止發行10元紙幣。1997年，發行鑄有青馬大橋為圖案的特別版，紀念香港主權移交中華人民共和國。
政府原來的計劃，是用10元硬幣來取代10元紙幣，但市面上對10元紙幣的需求仍然很高。其一是10元硬幣很笨重，其二是每逢農曆新年封利是之時，主流社會觀念認為以硬幣封利是很吝嗇，所以不少人都希望以10元鈔票封利是。加上，1997年末，發生了亞洲金融風暴，香港經濟每下愈況，民間要求重新發行10元紙幣的聲音日高。另一方面，亦由於經常發現偽造的10元硬幣，當中更不乏大量生產的個案，因此10元硬幣在香港不太受歡迎。
政府自1996年起，除了在1997年，發行紀念香港主權移交中華人民共和國的特別版10元硬幣之外，一直沒有再發行10元硬幣。故在市面流通的10元硬幣，只有1993年、1994年、1995年、1996年及1997年5個年份（但1993及1997年的未見於市面流通，只見於官方的紀念幣）。但在2014年，香港金融管理局證實曾鑄造1996年的10元硬幣。
另外，自2002年末起，再度由香港金融管理局發行10元紙幣，2007年中起，改為發行以塑膠印刷的10元膠鈔，一直至今。

## 假硬幣
此硬幣面值較大，而每枚硬幣的製造成本少於一元，因此吸引了不法之徒製造假十元硬幣。雖然政府採用了「外環鋼芯鍍鎳合金，圓心鋼芯鍍銅合金」設計，但亦無法阻止偽造硬幣的出現。2001至2003三年間，香港警方更檢獲超過一百萬枚假十元硬幣。
雖然港元硬幣亦可在澳門流通，但在澳門，當地大多數商店都不願意接受香港10元硬幣，因為澳門的銀行通常拒收港元10元硬幣，或是當地商店不願收到容易成為偽造對象的硬幣。曾有香港立法會議員促請政府停用10元硬幣。
隨着十元紙幣的重新推出，檢獲的假十元硬幣有所減少。
| 年份 | 數量    | 年份 | 數量    | 年份 | 數量   | 年份 | 數量   |
| ---- | ------- | ---- | ------- | ---- | ------ | ---- | ------ |
| 1997 | 106,084 | 2002 | 660,000 | 2007 | 72,550 | 2012 | 20,719 |
| 1998 | 103,141 | 2003 | 440,000 | 2008 | 58,601 | 2013 | 16,798 |
| 1999 | 168,612 | 2004 | 281,384 | 2009 | 37,410 | 2014 | 13,293 |
| 2000 | 115,292 | 2005 | 147,169 | 2010 | 30,403 | 2015 |        |
| 2001 | 460,835 | 2006 | 92,998  | 2011 | 20,638 | 2016 |        |

## 曾發行的年份及發行量
- 1993年：不詳(30,000官方套幣)
- 1994年：100,000,000
- 1995年：70,000,000
- 1996年：10,000,000（2014年發行)
- 1997年：97,000（紀念香港主權移交中華人民共和國的特別版10元硬幣，第一次發行在特別版套裝，第二次發行在青嶼幹線首日封）
- 1998年：金管局資料顯示未有發行1998年的拾圓硬幣，但坊間出現數枚經評級公司PCGS認証的1998年拾圓硬幣。